# Dicranomyia (Dicranomyia) motepa
Dicranomyia (Dicranomyia) motepa is een tweevleugelige uit de familie steltmuggen (Limoniidae). De soort komt voor in het Australaziatisch gebied.